# Pittsfield (Illinois)
Pittsfield je grad u američkoj saveznoj državi Ilinois. Prema popisu stanovništva iz 2010. u njemu je živjelo 4.576 stanovnika.